# Zjawisko Shula
Zjawisko Shula – zmiana koncentracji dziur lub elektronów przy powierzchni półprzewodnika wywołana polem magnetycznym.
Gdy półprzewodnik znajduje się w polu magnetycznym o natężeniu {\displaystyle {\vec {H}},} prostopadłym do pola elektrycznego o natężeniu {\displaystyle {\vec {E}}} powodującego przepływ prądu, w próbce powstaje tzw. napięcie Halla {\displaystyle V_{H},} prostopadłe do pola magnetycznego i elektrycznego. W przypadku próbki typu n górna powierzchnia ma znak ujemny (elektrony odchylane są do góry), a dolna dodatni. Jeśli do takiej próbki wprowadzi się dodatkowe dziury (np. przez wstrzykujące złącze ostrzowe), to ulegną one również odchyleniu przez pola magnetyczne i będą koncentrować się przy górnej powierzchni – wystąpi zjawisko Shula. Analogiczne zjawisko zachodzi w materiale typu p z dodatkowo wprowadzonymi elektronami. Prąd dziurowy prędko zanika wskutek ułatwionej rekombinacji elektronów z dziurami koncentrującymi się przy tej samej powierzchni, co można stwierdzić umieszczając na próbce ruchomą sondę (kolektor) i mierząc w różnych punktach próbki prąd płynący przez nią. Zanik prądu dziurowego zależy także od natężenia pola magnetycznego. Mierząc zmiany prądu w kolektorze w funkcji natężenia pola magnetycznego, można wyznaczyć czas życia nośników mniejszościowych (np. dziur w materiale n) lub prędkość rekombinacji powierzchniowej (rekombinacja elektronów z dziurami zachodzi głównie przy powierzchni).